# Gulistão (Usbequistão)
Gulistão (em usbeque: Guliston) é uma cidade do Usbequistão, capital da província de Sir Dária. Tem 20,3 quilômetros quadrados e segundo censo de 2020, havia 90 398 habitantes.